# Maxime Decker-Breitel
Maxime Decker-Breitel, né le 3 juin 1993 à Colmar, est un gymnaste aérobic français, évoluant à l'Union gymnique d'Aix-les-Bains.
Il est médaillé d'argent en trio aux Championnats d'Europe de gymnastique aérobic 2011, médaillé d'or en groupe, médaillé d'argent en step et médaillé de bronze en danse aux Championnats d'Europe de gymnastique aérobic 2013, médaillé de bronze en step mixte et en groupe mixte aux Jeux mondiaux de 2013 et médaillé d'argent en step aux Championnats du monde de gymnastique aérobic 2012.
Il est médaillé de bronze en trio aux Jeux mondiaux de 2017.